# سرو کشمیری
سرو کشمیری (نام علمی: Cupressus cashmeriana) نام یک گونه از سرده سرو است.